# The Test of Chivalry
The Test of Chivalry è un cortometraggio muto del 1916 diretto da William Robert Daly. Prodotto dalla Selig da una sceneggiatura di Elizabeth R. Carpenter, il film - di genere drammatico - aveva come interpreti Fritzi Brunette, Vivian Reed, Edward Peil Sr., James Bradbury Sr., William Scott, Frank Clark, Lillian Hayward.

## Trama
Jack Ashton è innamorato di Pauline Grey, ma i genitori della ragazza lo convincono a lasciar perdere perché la sua posizione sociale non soddisfa le loro esigenze che vorrebbero per la figlia un ricco matrimonio. Così Jack decide di partire per l'Ovest come ingegnere minerario mentre Pauline sposa Robert Morris, pretendente anziano e facoltoso. Il marito, però, finisce per perdere la sua fortuna con le speculazioni: disperato, si uccide. Pauline, che non ha mai dimenticato Jack, gli scrive dicendo che aspetta il suo ritorno. Nel frattempo, Jack aveva incontrato Eve Wilson, una povera moglie maltrattata che aveva salvato dagli abusi del marito. La donna, non riuscendo più a sopportare quella vita, era andata via di casa, trovando rifugio - e lavoro come governante - da Jack. Mentre sta scrivendo la risposta alla lettera di Pauline, Jack viene chiamato con urgenza alla miniera a causa di un'esplosione. Eve trova la lettera e capisce che, anche se è innamorato di un'altra, Jack resterebbe comunque con lei. Decide allora di non mettersi tra i due e se ne va lasciandogli un messaggio dove gli dice che si è riconciliata con il marito e torna da lui. Jack adesso è libero di tornare da Pauline, mentre Eve, rimasta senza protezione, resta sola al mondo.

## Produzione
Il film fu prodotto dalla Selig Polyscope Company.

## Distribuzione
Distribuito dalla General Film Company, il film - un cortometraggio in tre bobine - uscì nelle sale cinematografiche statunitensi il 22 maggio 1916.